# Critérium du Dauphiné Libéré 1971
De 26ste editie van de Dauphiné Libéré werd gereden van 8 tot en met 23 mei 1971. Er werd gestart in Avignon en de ronde eindigde in Montceau-les-Mines.

## Etappe overzicht

### Proloog
De proloog - een ploegentijdrit - werd gereden te Avignon over een afstand van 8,50 km. Eddy Merckx won de etappe en mocht de leiderstrui aantrekken.
Resultaat
|   | Team    | Tijd |
| - | ------- | ---- |
| 1 | Moltini |      |
| 2 |         |      |
| 3 |         |      |

### 1e etappe A
De eerste etappe A werd verreden op 19 mei van Orange naar Tournon over een afstand van 128 km.
Resultaat
|   | Renner          | Team          | Tijd |
| - | --------------- | ------------- | ---- |
| 1 | Eric Leman      | Flandria-Mars |      |
| 2 | Frans Verbeeck  | Watneys-Avia  |      |
| 3 | Cyrille Guimard | Fagor-Mercier |      |

### 1e etappe B
De 1e etappe werd verreden op 19 mei van Tournon naar Saint-Étienne over 76 km.
Resultaat
|   | Renner            | Team                      | Tijd |
| - | ----------------- | ------------------------- | ---- |
| 1 | Eddy Merckx       | Moltini                   |      |
| 2 | Robert Bouloux    | Peugeot-BP-Michelin       |      |
| 3 | Joaquim Agostinho | Hoover-De Gribaldy-Wolber |      |

### 2e etappe
De 2e etappe werd verreden op 20 mei van Saint-Étienne naar Grenoble over 196 km.
Resultaat
|   | Renner         | Team                | Tijd |
| - | -------------- | ------------------- | ---- |
| 1 | André Dierickx | Watneys-Avia        |      |
| 2 | Wilfried David | Peugeot-BP-Michelin |      |
| 3 | Eric Leman     | Flandria-Mars       |      |

### 3e etappe
De 3e etappe werd verreden op 21 mei van Grenoble naar Annecy over 181 km.
Resultaat
|   | Renner              | Team         | Tijd       |
| - | ------------------- | ------------ | ---------- |
| 1 | Bernard Labourdette | Bic          |            |
| 2 | Eddy Merckx         | Moltini      | op 00' 19" |
| 3 | Frans Verbeeck      | Watneys-Avia | op 00' 19" |

### 4e etappe
De 4e etappe werd verreden op 22 mei van Annecy naar Mâcon over 230 km.
Resultaat
|   | Renner            | Team          | Tijd |
| - | ----------------- | ------------- | ---- |
| 1 | André Dierickx    | Watneys-Avia  |      |
| 2 | Alain Santy       | Bic           |      |
| 3 | Jean-Pierre Genet | Fagor-Mercier |      |

### 5e etappe A
De 5e etappe werd verreden op 23 mei van Mâcon naar Le Creusot over 146 km.
Resultaat
|   | Renner         | Team          | Tijd |
| - | -------------- | ------------- | ---- |
| 1 | Eric Leman     | Flandria-Mars |      |
| 2 | Frans Verbeeck | Watneys-Avia  |      |
| 3 | Pieter Nassen  | Flandria-Mars |      |

### 5e etappe B
De 5e etappe B - een tijdirit - werd verreden op 23 mei van Le Creusot naar Montceau-les-Mines over 27 km.
Resultaat
|   | Renner           | Team                | Tijd |
| - | ---------------- | ------------------- | ---- |
| 1 | Eddy Merckx      | Moltini             |      |
| 2 | Luis Ocaña       | Bic                 |      |
| 3 | Ferdinand Bracke | Peugeot-BP-Michelin |      |

## Algemeen klassement
Eindstand algemeen klassement
|    | Renner           | Team                | Tijd      |
| -- | ---------------- | ------------------- | --------- |
| 1  | Eddy Merckx      | Moltini             | 26u42'39" |
| 2  | Luis Ocaña       | Bic                 | op 0'54"  |
| 3  | Bernard Thévenet | Peugeot-BP-Michelin | op 1'43"  |
| 4  | Raymond Poulidor | Fagor-Mercier       | op 1'46"  |
| 5  | Désiré Letort    | Peugeot-BP-Michelin | op 2'26"  |
| 6  | Yves Hézard      | Sonolor-Lejeune     | op 2'31"  |
| 7  | Lucien Van Impe  | Sonolor-Lejeune     | op 3'20"  |
| 8  | Ferdinand Bracke | Peugeot-BP-Michelin | op 3'51"  |
| 9  | Robert Bouloux   | Peugeot-BP-Michelin | op 4'15"  |
| 10 | Frans Verbeeck   | Watneys-Avia        | op 5'28"  |